# Alien Rage
Alien Rage — научно-фантастический шутер от первого лица, разработанный на движке Unreal Engine 3 и изданный польской компанией City Interactive для Microsoft Windows, Xbox 360 и PlayStation 3. В игре есть однопользовательский и соревновательный многопользовательский режимы. В одиночной кампании игроки управляют элитным солдатом по имени Джек, которого отправляют уничтожить шахту и пришельцев, после того как те обратились против людей, с которыми они жили вместе.
Игра была анонсирована в апреле 2012 года под названием Alien Fear, но в мае следующего года была переименована. Она была выпущена 24 сентября 2013 года для операционной системы Windows, 18 октября 2013 года на игровой приставке Xbox 360 и 21 октября 2013 года на игровой приставке PlayStation 3. После выхода Alien Rage получила смешанные отзывы: критики назвали игру однотипной и склонной к серьёзным глюкам.

## Игровой процесс
Alien Rage — шутер от первого лица, в котором игроки проходят несколько линейных уровней, убивая различных инопланетян. В конце каждого из нескольких уровней игроки сражаются с большим инопланетянином-боссом. За убийство большого количества пришельцев за короткий промежуток времени или за убийство их особыми способами, например, с помощью взрывов или выстрелов в голову, игроки получают очки. Эти очки могут быть использованы для улучшения персонажа, например, для повышения его устойчивости к повреждениям или увеличения количества боеприпасов, которые он может носить с собой. Игроки могут носить два оружия одновременно, а также имеют пистолет с неограниченным количеством патронов. Персонаж может использовать в игре оружие как человеческого, так и инопланетного производства, причём инопланетное оружие использует период охлаждения вместо необходимости перезарядки. Среди оружия в игре есть штурмовые винтовки, снайперские винтовки, дробовики, ракетницы и миниганы. Игра намеренно сложная; самый простой уровень сложности называется «сложный», а следующий за ним уровень сложности — «трудный».
Игра также предлагает соревновательный многопользовательский режим. Есть два режима — deathmatch и team deathmatch — и небольшое количество карт. Кооперативный игровой процесс, который упоминался в первоначальном анонсе игры, не вошёл в финальную версию игры.

## Сюжет
Действие игры Alien Rage происходит на астероиде, на котором люди и инопланетяне, известные как Ворус, совместно добывали Прометиум, высокоэффективный источник энергии. После того как ворусы обратились против людей и уничтожили шахтёров, Джек, главный герой, отправляется на шахту, чтобы убить пришельцев и уничтожить шахту.

## Разработка
Alien Rage была впервые анонсирована в начале апреля 2012 года под названием Alien Fear. Игра должна была разрабатываться на движке Unreal Engine 3 студией City Interactive в Быдгоще и иметь режим кооперативной игры. Первые скриншоты из игры были опубликованы спустя два месяца, в июне 2012 года. В мае 2013 года название игры было изменено на Alien Rage, а два месяца спустя было объявлено, что игра выйдет 24 сентября 2013 года на персональных компьютерах, Xbox 360 и PlayStation 3. Игра была выпущена 24 сентября 2013 года для операционной системы Windows, 18 октября 2013 года на игровой приставке Xbox 360 и 21 октября 2013 года на игровой приставке PlayStation 3 с рейтингом ESRB Mature.

## Оценки и критика
| Сводный рейтинг    | Сводный рейтинг                          |
| Агрегатор          | Оценка                                   |
| ------------------ | ---------------------------------------- |
| GameRankings       | (PC) 55,60 % (360) 47,56 % (PS3) 30,00 % |
| Metacritic         | (PC) 52 (360) 46                         |
| Иноязычные издания |                                          |
| Издание            | Оценка                                   |
| Destructoid        | 3/10                                     |
| GameSpot           | 5/10                                     |
| IGN                | 4,4/10                                   |
| OXM                | 4,0/10                                   |

После выхода Alien Rage получила в целом смешанные отзывы. На Metacritic, агрегаторе рецензий на видеоигры, версия игры для Windows получила средний балл 52 из 100 на основе 27 рецензий, а версия для Xbox 360 — 46 на основе 10 рецензий.
Игра подверглась резкой критике за отсутствие оригинальности. Дэниел Шеннон из GameSpot заметил: «Если вы играли в шутер от первого лица, созданный за последние 10 лет, то вы уже испытали большую часть того, что может предложить Alien Rage», и продолжил: «Вы уже видели это оружие раньше, и вы уже стреляли в этих врагов раньше». Рецензенты особенно остро восприняли отсутствие креативности в дизайне уровней, которые Джим Стерлинг из Destructoid назвал «нудными коридорами, полными одинаковых, однообразных, безмозглых боевых столкновений». Никола Супрак из Hardcore Gamer отметил, что несколько уровней, которые он прошел, были визуально неотличимы друг от друга, а затем сказал, что «уровень за уровнем избыточных действий и повторяющихся встреч в конечном итоге тянут игру вниз». Критики также отметили, что игра имела ряд технических проблем. Стерлинг столкнулся с двумя ситуациями, когда глюки не позволяли ему продвинуться вперед без перезапуска уровня, а Сэм Тернер из The Digital Fix столкнулся с резким падением частоты кадров во время игры и несколько раз выходил из строя.
Многопользовательский режим игры был воспринят лучше, чем одиночная кампания. В статье для Gaming Nexus Джефф Кинтнер отметил, что «многопользовательская игра веселая, хотя и немного повторяющаяся». Хотя Кинтнер выразил пожелание о создании дополнительных типов многопользовательской игры, основанных на целях, он высоко оценил интенсивность командного режима deathmatch. Дэниел Шеннон из GameSpot также прокомментировал ограниченное количество многопользовательских опций, но продолжил: «Если уж на то пошло, действие происходит в быстром темпе, а карты хорошо проработаны для сбалансированного многопользовательского процесса».